# Carel Struycken
Carel Struycken (L'Aia, 30 luglio 1948) è un attore, compositore e fotografo olandese.
Per via della sua elevata altezza (213 cm) ha interpretato spesso la parte del gigante in film o telefilm. Conosciuto principalmente per aver interpretato il maggiordomo Lurch nei due film de La famiglia Addams diretti da Barry Sonnenfeld nel 1991 e 1993 e nel film televisivo diretto da Dave Payne nel 1998 e il gigante della serie televisiva I segreti di Twin Peaks.

## Biografia
Struycken è nato all'Aia nei Paesi Bassi. All'età di 4 anni si trasferisce con la sua famiglia a Curaçao, un'isola dei Caraibi. Affetto da acromegalia (malattia responsabile del suo gigantismo), a 15 anni compone vari valzer caraibici, mentre a 16 anni torna nella sua città natale per completare l'anno scolastico alla scuola secondaria (superiore per l'Italia) ad Amsterdam. Segue un anno all'American Film Institute a Los Angeles e nel 1978 viene scoperto come attore.
L'ingresso nel cinema per Struycken avviene quando, in un angolo di Hollywood and Vine a Los Angeles, una donna abbandona la macchina in mezzo alla strada e gli si rivolge dicendogli: "Ci servi per un film!". Il film in question è Sgt. Pepper's Lonely Hearts Club Band, che rappresenta per lui il punto di svolta.
Nel 1987 viene scelto per interpretare il malvagio re Terak nel film Il ritorno degli Ewoks (Ewoks: The Battle for Endor), spin-off di Guerre stellari basato sulle creature Ewok che appaiono nel film Il ritorno dello Jedi.
Tra il 1987 e il 1992 prende parte alla saga di Star Trek interpretando Mr. Homn, il cameriere muto di Lwaxana Troi (interpretata dalla vedova di Gene Roddenberry, Majel Barrett), madre del consigliere Deanna Troi (Marina Sirtis), in 5 episodi della serie televisiva Star Trek: The Next Generation. È nuovamente in Star Trek nel 1996, interpretando lo spettro nell'episodio Il volto del terrore (The Thaw) della serie Star Trek: Voyager.
Nel 1987 interpreta il ruolo di Fidel, servitore del Diavolo, ne Le streghe di Eastwick.
Nel 1991 viene scelto per la parte di Lurch nel film La famiglia Addams (The Addams Family) diretto da Barry Sonnenfeld, ruolo che riprenderà anche nel successivo La famiglia Addams 2 (Addams Family Values) del 1993. Unico del cast dei due film diretti da Sonnenfeld, riprende nuovamente la parte di Lurch anche nel successivo film per la televisione e direct-to-video La famiglia Addams si riunisce (Addams Family Reunion) del 1998, cui farà seguito la nuova serie televisiva La nuova famiglia Addams (The New Addams Family, 1998-1999), cui però Struycken non prenderà parte.
Ha collaborato con moltissimi progetti con lo scrittore/direttore Rene Daalder, compreso il musical punk-rock Population: 1, prodotto e distribuito nell'ottobre 2008 in DVD.
Nel 2016 collabora con il gruppo Grimény, prestando la voce al loro album Die Große Enttäuschung, pubblicato in LP e musicassetta dall'etichetta discografica Already Dead.

### Vita personale
È sposato con una donna americana e ha 2 figli, vive a Los Angeles. Suo fratello Peter Struycken è un noto artista olandese.

## Filmografia

### Cinema
- Sgt. Pepper's Lonely Hearts Club Band, regia di Michael Schultz (1978)
- Go West, Young Man, regia di Urs Egger - cortometraggio (1980)
- Die Laughing, regia di Jeff Werner (1980)
- The Prey, regia di Edwin Brown (1984)
- Il ritorno degli Ewoks (Ewoks: The Battle for Endor), regia di Jim Wheat e Ken Wheat (1986)
- Le streghe di Eastwick (The Witches of Eastwick), regia di George Miller (1987)
- Night of the Kickfighters, regia di Buddy Reyes (1988)
- Joey deve fuggire (Servants of Twilight), regia di Jeffrey Obrow (1991)
- La famiglia Addams (The Addams Family), regia di Barry Sonnenfeld (1991)
- La famiglia Addams 2 (Addams Family Value), regia di Barry Sonnenfeld (1993)
- Oblivion, regia di Sam Irvin (1994)
- Under the Hula Moon, regia di Jeff Celentano (1995)
- Il West del futuro (Oblivion 2: Backlash), regia di Sam Irvin (1996)
- Men in Black, regia di Barry Sonnenfeld (1997)
- I Woke Up Early the Day I Died, regia di Aris Iliopulos (1998)
- Enemy Action, regia di Brian Katkin (1999)
- Tinnef, regia di Jasper van Hecke - cortometraggio (2000)
- The Vampire Hunters Club, regia di Donald F. Glut - cortometraggio (2001)
- Science Fiction, regia di Danny Deprez (2002)
- Sinterklaas en het Geheim van het Grote Boek, regia di Martijn van Nellestijn (2008)
- Gerald's Game, regia di Mike Flanagan (2017)
- Doctor Sleep, regia di Mike Flanagan (2019)

### Televisione
- A cuore aperto (St. Elsewhere) - serie TV, episodio 6x15 (1988)
- Framed - film TV, regia di Dean Parisot (1990)
- I segreti di Twin Peaks (Twin Peaks) - serie TV, 5 episodi (1990-1991)
- Star Trek: The Next Generation - serie TV, 5 episodi (1987-1992)
- Viaggio al centro della Terra (Journey to the Center of the Earth) - film TV, regia di William Dear (1993)
- Babylon 5 - serie TV, episodio 2x07 (1994)
- Out There - film TV, regia di Sam Irvin (1995)
- Star Trek: Voyager - serie TV, episodio 2x23 (1996)
- La famiglia Addams si riunisce (Addams Family Reunion) - film TV, regia di Dave Payne (1998)
- Streghe (Charmed) - serie TV, episodio 4x21 (2002)
- Fatal Kiss - film TV, regia di Jeff Rector (2002)
- The Fallen Ones - film TV, regia di Kevin VanHook (2005)
- My Name Is Earl - serie TV, episodio 2x03 (2006)
- Cold Case - Delitti irrisolti (Cold Case) - serie TV, episodio 7x14 (2010)
- The Blacklist - serie TV, episodio 2x06 (2014)
- Twin Peaks - serie TV, 4 episodi (2017)

## Doppiatori italiani
- Giovanni Petrucci in I segreti di Twin Peaks
- Eugenio Marinelli in Twin Peaks (2017)
- Oliviero Dinelli in Streghe
- Paolo Buglioni in Cold Case - Delitti irrisolti
- Gabriele Martini in Doctor Sleep

## Video musicali
- A.D.I.D.A.S. dei Korn (1996)

## Discografia

### Collaborazioni
- 2016 - Grimény Die Große Enttäuschung